# Старое (Грязовецкий район)
Старое — деревня в Грязовецком районе Вологодской области.
Входит в состав Юровского муниципального образования, с точки зрения административно-территориального деления — в Минькинский сельсовет.
Расстояние до районного центра Грязовца по автодороге — 45 км, до центра муниципального образования Юрово по прямой — 16 км. Ближайшие населённые пункты — Дмитриевское, Некрасово, Михайлово.
По данным переписи в 2002 году постоянного населения не было.